# Lågskärs fågelstation
Lågskärs fågelstation är en fågelstation på Lågskär i Lemlands kommun i Åland. Den är jämte Signilskärs fågelstation i Hammarlands kommun en av de två fågelstationer som drivs av Ålands fågelskyddsförening r.f.
Lågskärs fågelstation ligger omkring 30 kilometer söder om Mariehamn. Redan 1926, i samband med grundandet av Ålands fågelskyddsförening, nämndes Lågskär som en av de bästa platserna på Åland för observation av flyttande fågel. Ålands fågelskyddsförening har drivit fågelstationen ute på Lågskär sedan hösten 1965. Efter det att fyrstationen avbemannades övertog fågelskådarna på arrende från Trafikledsverket fyrvaktarnas bostadshus.
År 2015 påbörjade Ålands fågelskyddsförening en omfattande renovering av huset på Lågskär, varvid kärnstockarna i väggarna bytts ut mot nya och brädfodringen bytts ut mot ny panel.
I maj 2023 beslutade Ålands landskapsregering om skyddsjakt omfattande fem havsörnar, i syfte att skydda ejderpopulationen vid Lågskär. Beslutet har mötts med kritik från Ålands fågelskyddsförening.